# N.W.A
N.W.A (skrót od Niggaz Wit Attitudes) – amerykańska grupa hip-hopowa z Compton w stanie Kalifornia. Grupa była jedną z pierwszych i najbardziej znaczących i kontrowersyjnych popularyzatorów podgatunku hip-hopu zwanego gangsta rapem i do dziś jest szeroko uznawana za przełomową w historii rozwoju gatunku. Aktywny w latach 1986–1991 zespół wywołał wiele kontrowersji z powodu treści zawartych w ich utworach, które przez wielu były uznawane za lekceważące w stosunku do kobiet oraz gloryfikowały narkotyki i przestępcze życie. Grupa była wielokrotnie blokowana w amerykańskiej telewizji i stacjach radiowych, lecz pomimo licznych protestów szacuje się, że w samych Stanach Zjednoczonych N.W.A sprzedano ponad 10 milionów ich płyt.
W skład oryginalnej grupy wchodzili Arabian Prince, Dr. Dre, Eazy-E, Ice Cube i współpracownik The D.O.C.. DJ Yella i MC Ren dołączyli później po odejściu Arabian Prince’a, krótko przed wydaniem Straight Outta Compton, z powodu sporu o tantiemy. Ich debiutancki album Straight Outta Compton zapoczątkował ery gangsta rapu w Stanach Zjednoczonych, jako że muzyka oraz teksty uznawane są za rewolucyjne dla gatunku w tamtym okresie, a ich drugi album Niggaz4Life był pierwszym z gatunku hardcore rap, który uplasował się na pierwszym miejscu notowania Billboard 200. Magazyn Rolling Stone umieścił N.W.A na 83. miejscu swojej listy 100 największych artystów wszech czasów. W 2016 roku zespół został wprowadzony do Rock and Roll Hall of Fame.

## Historia
Grupa N.W.A została założona w 1986. Pierwotnie jej skład stanowili Arabian Prince, Eazy-E, Dr. Dre, Ice Cube, MC Ren, DJ Yella. Po ukazaniu się płyty Straight Outta Compton (1988) z grupy odszedł Ice Cube, poświęcając się solowej karierze (pokłócił się z Eazym-E o podział pieniędzy ze sprzedaży ich wspólnego krążka). W 1988 z grupy odeszli Arabian Prince oraz The D.O.C. Między N.W.A a Ice Cubem wywiązał się konflikt, który zaowocował wieloma obraźliwymi tekstami wymierzonymi przeciw sobie nawzajem (np. utwory Alwayz Into Somethin' lub No Vaseline).
Po drugiej z kolei płycie długogrającej Niggaz4Life (1991) z grupy odszedł Dr. Dre, co zakończyło jej działalność. Powodem były nieporozumienia pomiędzy nim a Eazym w kwestiach finansowych.

## Skład
- Arabian Prince – raper/DJ  (opuścił skład w 1988)
- Dr. Dre – producent/raper (opuścił skład w 1991)
- Eazy-E – menedżer/raper (zmarły)
- Ice Cube – autor tekstów/raper (opuścił skład w 1989)
- MC Ren – autor tekstów/raper
- DJ Yella – DJ/producent

## Dyskografia
- Straight Outta Compton (1988)
- Niggaz4Life (1991)